# Wolfgang Gerhardt
Pour les articles homonymes, voir Gerhardt.
Wolfgang Gerhardt, né le 31 décembre 1943 à Ulrichstein et mort le 13 septembre 2024 à Wiesbaden, est un homme politique allemand membre du Parti libéral-démocrate (FDP).
Il est président du comité directeur de la fondation Friedrich-Naumann pour la liberté et vice-président de l'Internationale libérale. Avant cela, il a occupé la présidence fédérale du FDP entre 1995 et 2001, et celle du groupe FDP au Bundestag durant huit ans à partir de 1998. Il a également été vice-ministre-président et ministre de la Science et de la Culture de Hesse dans la coalition noire-jaune de Walter Wallmann.

## Biographie
Après avoir obtenu son Abitur en 1963, il suit des cours de pédagogie, de philologie allemande et de sciences politiques à l'université de Marbourg, où il obtient son doctorat en 1970.
Cette même année, il devient à la fois chef du bureau de la fondation Friedrich-Naumann pour la liberté de Hanovre et conseiller personnel du ministre de l'Intérieur de Hesse, Ekkehard Gries. Il est ensuite nommé chef de cabinet, mais renonce à ce poste en 1978.

## Parcours politique

### Au sein du FDP
En 1965, il adhère au Parti libéral-démocrate (FDP), et en prend la présidence en Hesse en 1982. À ce titre, il entre au comité directeur fédéral du parti. Trois ans plus tard, il devient vice-président fédéral du FDP.
Wolfgang Gerhardt est élu président fédéral du Parti libéral-démocrate le 10 juin 1995, à la suite des mauvais résultats électoraux obtenus par le parti, notamment lors des législatives de 1994. Il prend ainsi la place de Klaus Kinkel, élu en 1993 et adhérent depuis seulement 1991. Il renonce à ce poste le 4 mai 2001, du fait de critiques internes sur sa gestion, et est remplacé par son secrétaire général, Guido Westerwelle.
Il est élu vice-président de l'Internationale libérale en 2002, et président du comité directeur de la fondation Friedrich-Naumann pour la liberté en 2006.

### Au niveau régional
Il obtient son premier mandat comme député régional Landtag de Hesse en 1978. Cinq ans plus tard, il est désigné président du groupe FDP et occupe ce poste jusqu'au 23 avril 1987, lorsqu'il est nommé ministre de la Science et de la Culture et Vice-Ministre-président du Land dans la coalition noire-jaune de Walter Wallmann.
Contraint de renoncer en 1991 avec l'arrivée au pouvoir de la coalition rouge-verte d'Hans Eichel, il retrouve la présidence du groupe régional du FDP au Landtag, et abandonne tout mandat régional en 1994.

### Au niveau fédéral
Cette année-là en effet, Wolfgang Gerhardt est élu député fédéral de Hesse au Bundestag. À la suite des législatives de 1998, remportées par Gerhard Schröder, il est élu président du groupe FDP au Bundestag. Il est maintenu en poste après les élections de 2002.
En 2005, son nom circule comme probable ministre fédéral des Affaires étrangères dans le cadre d'une coalition noire-jaune conduite par Angela Merkel. Malgré le bon résultat du FDP, celui de la CDU/CSU se révèle insuffisant pour former une telle alliance. Il conserve alors la présidence du groupe FDP et devient chef de l'opposition parlementaire, les deux grands partis ayant formé une grande coalition. Il est remplacé par Guido Westerwelle le 1er mai 2006.
Réélu député fédéral lors des élections fédérales de 2009, Wolfgang Gerhardt est membre de la commission des Affaires étrangères.